# Ursprung (Leinburg)
Ursprung ist ein Tal und ein gleichnamiger Bachlauf bei Leinburg im Landkreis Nürnberger Land in Bayern.

## Beschreibung

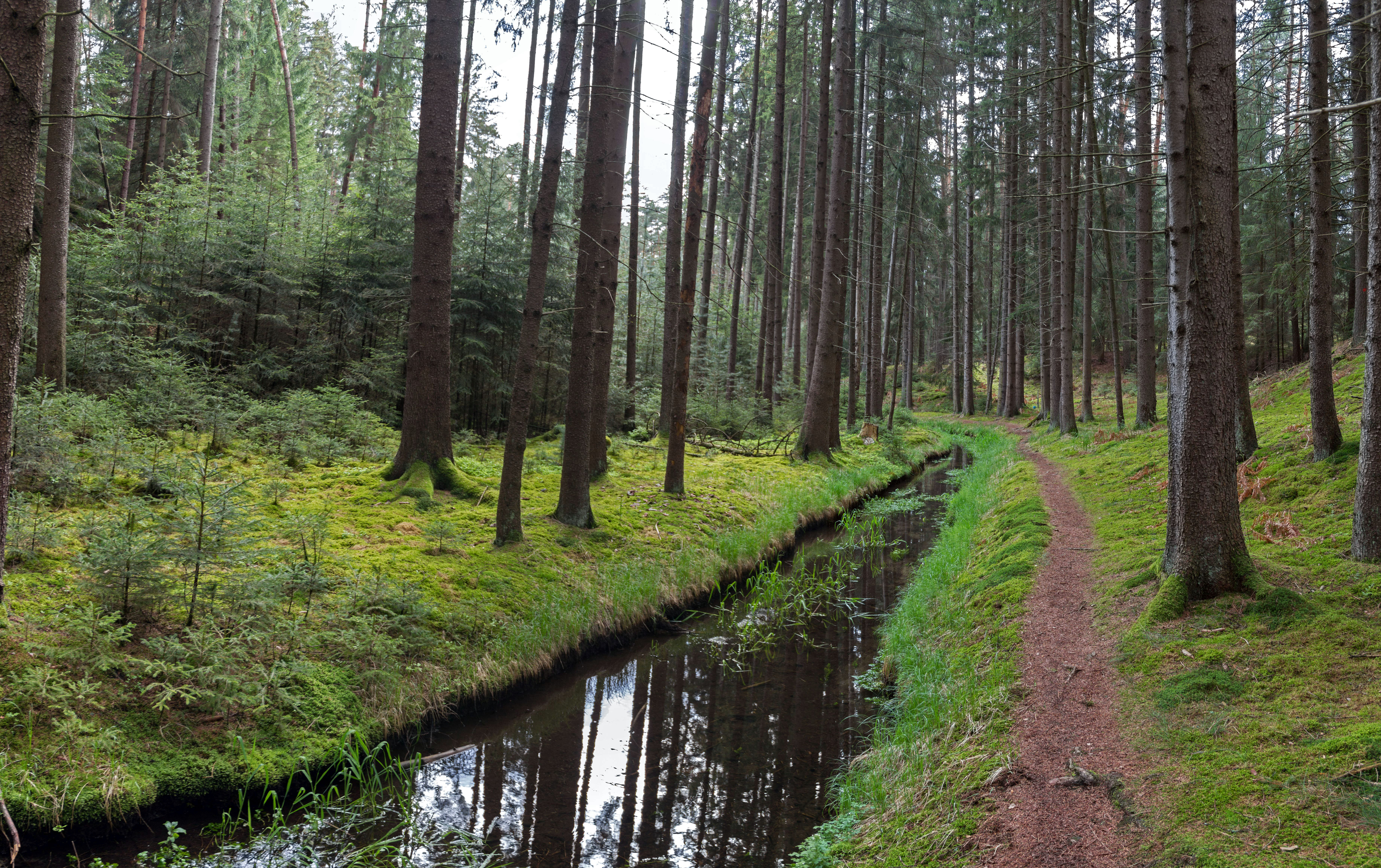
Ein Talabschnitt im Jahre 2013
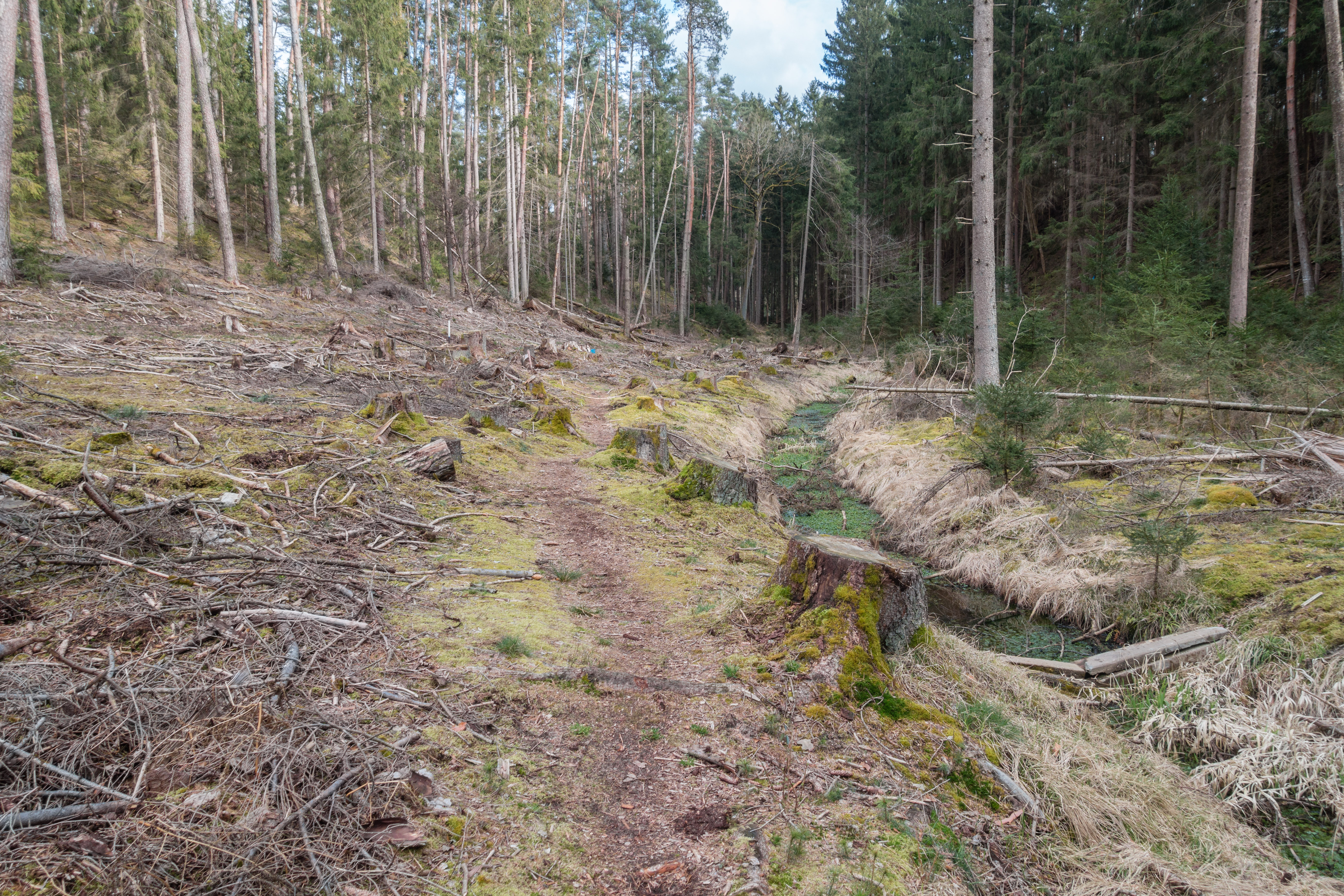
Ein Talabschnitt im Jahre 2020

Ursprung, auch Ursprungtal genannt, ist ein natürlich entstandenes Tal im Nürnberger Reichswald. Durch einen Abschnitt von ihm fließt der gleichnamige Bach Ursprung. Das etwa 3,5 Kilometer lange Tal liegt etwa zwei Kilometer südlich von Leinburg und vollständig auf dessen Gemeindegebiet. Der überwiegende Teil des Tals ist Bestandteil des Naturschutzgebietes Flechten-Kiefernwälder südlich Leinburg. Es grenzt nördlich an das gemeindefreie Gebiet Leinburg und südlich an das gemeindefreie Gebiet Brunn. Der Abschnitt oberhalb der ehemaligen Obermühle ist vollständig umzäunt, nicht zugänglich und ein Bestandteil der Nürnberger Wasserversorgung.
Im unteren Abschnitt des eng eingekerbten Tales fließt die Ursprung, die südlich von Fuchsmühle in den Haidelbach entwässert. Sie wird von einigen kleinen, namenlosen Bächen gespeist, die im Umgriff entspringen oder der Oberflächenwasserableitung dienen. Das ehemals wildromantisch wirkende Tal war an den Flanken bis 2017 bewaldet. Nach einer Borkenkäferbefall bedingten Rodung zeigt es sich heute (2020) wenig ansprechend.
Das Tal ist eine von drei lokalen eiszeitlichen Talrinnen, die in den wasserdichten Keuper eingeschnitten sind und im Pleistozän mit bis zu 60 Meter mächtigen Flugsanddünen überdeckt wurden. In einer dieser Rinnen hat sich wieder eine bis zu 25 Meter tiefe Talrinne eingekerbt.
Die ursprüngliche Quelle der Ursprung stieß in einem trichterförmig ausgewaschenen Kessel auf und schüttete vor ihrer Fassung durchschnittlich 95 Liter in der Sekunde. Denn unter dem Sand liegt eine wasserundurchlässige Schicht von Feuerletten; er verhindert das Einsickern des Regenwassers, das so den Quellaustritt speist. Dessen Abfluss spülte den Flugsand aus und kerbte das Tal ein.
Nach der Fertigstellung einer Wassergewinnungsanlage ab 1885 wurde das vom Ursprung gewonnene Wasser zu einem Hochbehälter am Nürnberger Schmausenbuck geleitet. Heute werden rund 15.000 Kubikmeter Trinkwasser täglich aus insgesamt 45 Brunnen in bis zu 148 Metern Tiefe gewonnen.

## Speckweiher
Im unteren Teil des Tales befinden sich seit den 1980er Jahren wieder zwei Weiher, die lokal fälschlicherweise auch Krämersweiher genannt werden. Die Weiher waren bis zu ihrem Trockenfallen in den 1950er Jahren in Karten als Speckweiher eingetragen. Die Speckweiher dienten früher der abgebrochenen Roesmühle als Mühlenteich. 
In den 1980er Jahren wurde die Ursprung, die heute nur noch künstlich und zeitweise durch das Wasserwerk gespeist wird, dort erneut aufgestaut. Das eingespeiste zugeführte Wasser wird der Trinkwassergewinnung zeitweilig entnommen und in Höhe der ehemaligen Obermühle in die Ursprung eingeleitet. Die Weiher sind in den einschlägigen Karten heute jedoch namenlos. 
Am Bachlauf der Ursprung befanden sich bis Ende des 19. Jahrhunderts zwei Wassermühlen. Durch den Kauf der heute abgängigen Roes- und Obermühle ist die Stadt Nürnberg Eigentümerin des ganzen Ursprungstales vom östlichen Quellgebiet bis zum Anwesen Krämersweiher geworden.

## Roesmühle

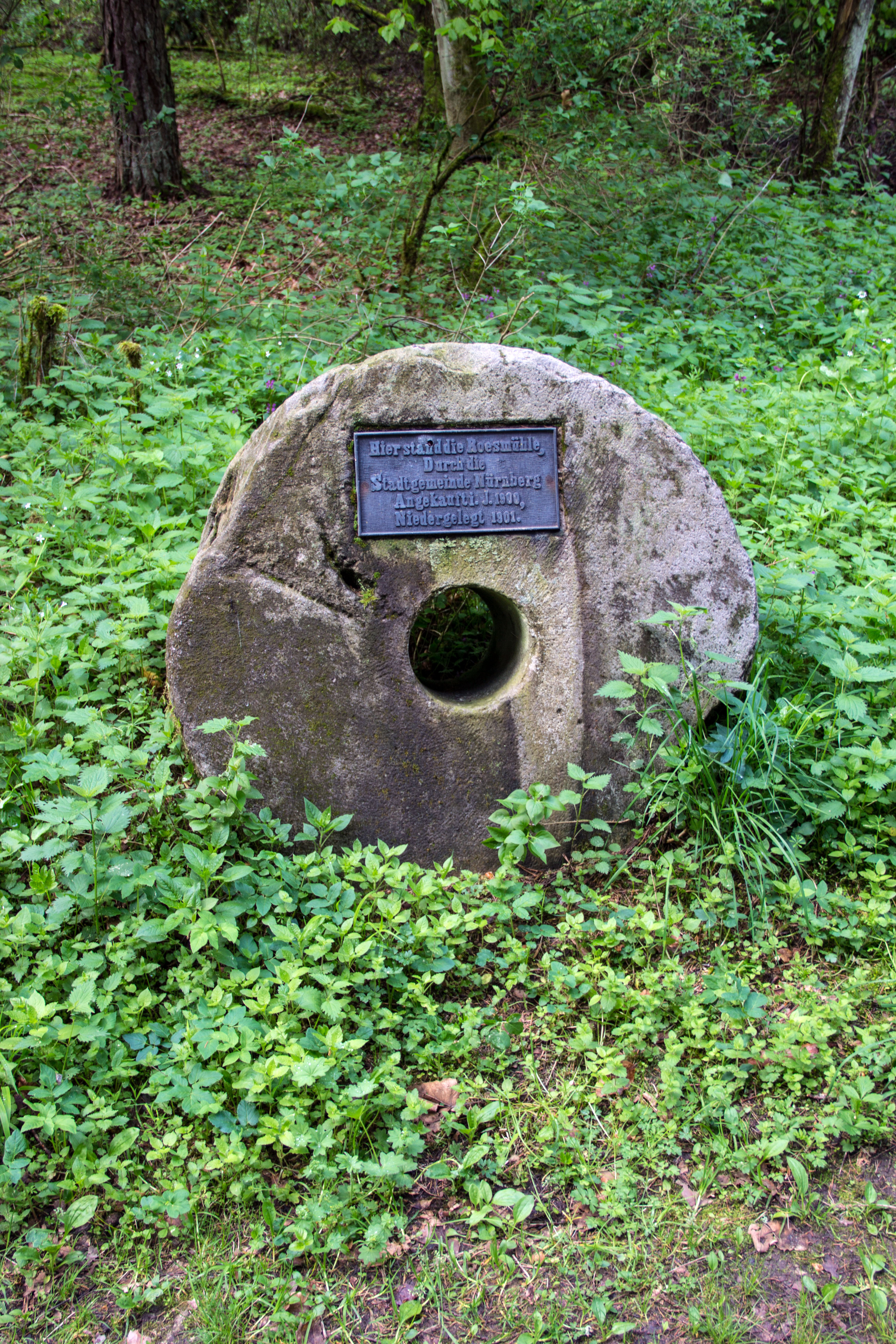
Denkmal Roesmühle

Die Roesmühle ist eine abgegangene Mühle. Sie lag etwa zwei Kilometer südöstlich von Leinburg am Unterlauf der Ursprung. Zugehörig zu der Mühle waren zwei Mühlteiche, die Speckweiher.
Die Mühle wurde 1901 abgebrochen und heute erinnert nur noch ein Denkmal in Form eines Mühlsteins mit einer Bronzetafel an dieses ehemalige Anwesen. 
Die Inschrift lautet:
Hier stand die Roesmühle, Durch die Stadtgemeinde Nürnberg Angekauft i. J. 1900, Niedergelegt 1901
Die Roesmühle war um 1830 im Besitz von Johann Georg Bub und wurde am 27. Januar 1900 zusammen mit den Speckweihern an die Stadt Nürnberg verkauft. Der Kaufpreis für den 55,47 Tagwerk (etwa 19 ha) umfassenden Grundbesitz betrug 27.000 Mark.
Durch den Bau der Wassergewinnungsanlagen (ab 1893) durch die Stadt Nürnberg im Bereich Ursprung/Krämersweiher ging der Ober- und Roesmühle viel Wasser verloren. Letztlich kaufte die Stadt Nürnberg die beiden Mühlen, legte beide still und brach sie ab. Das Tal und das benachbarte Anwesen Krämersweiher am Haidelbach wurden zusammen mit der Ursprungwasserleitung ein Bestandteil der Nürnberger Wasserversorgung. 
Die Nachkommen der ehemaligen Mühlenbesitzer sind heute die Besitzer der Leinburger Privatbrauerei Bub (Leinburger Bier). 

## Obermühle

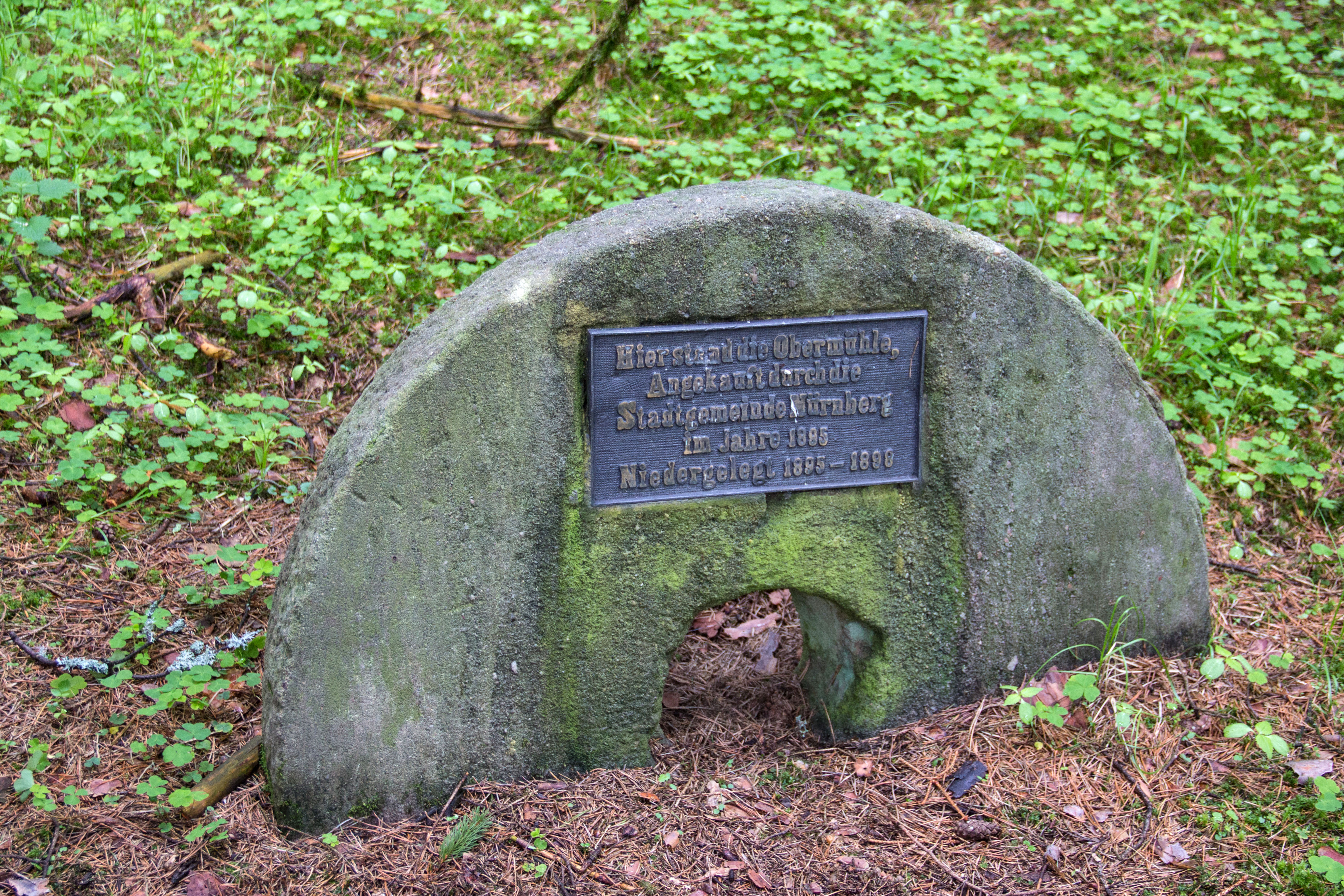
Denkmal Obermühle

Die Obermühle ist eine abgegangene Mühle. Sie lag etwa 2,2 Kilometer südlich von Leinburg an der Ursprung. Zugehörig zur Mühle waren zwei Mühlteiche, die heute abgängig sind.
Die Obermühle kam um 1833 durch die Heirat von Kunigunde Bachmeier und Johann Bub jun. in den Besitz der Familie Bub. Das Anwesen wurde um 1895 an die Stadt Nürnberg verkauft und in der Folge abgebrochen. Heute erinnert nur noch ein Denkmal in Form eines Mühlsteins mit einer Bronzetafel an dieses ehemalige Mühlenanwesen. 
Die Inschrift lautet:
Hier stand die Obermühle, angekauft durch die Stadtgemeinde Nürnberg im Jahre 1895, niedergelegt 1895-1898